# Les Cotillons célèbres
Les Cotillons célèbres est un roman historique du romancier français Émile Gaboriau, écrit et publié en 1861. Il s'agit de la première œuvre à proprement parler d'Émile Gaboriau.

## Résumé
Publié à l'origine en deux volumes, ce roman-documentaire est consacrée aux personnages féminins influents de la monarchie française. Nous parlons de la cour de Louis XIV et Louis XV : deux cours pleines de plaisanteries et galanteries qui ont pu « féminiser » la monarchie française.
Des femmes comme Agnès Sorel, La Belle Ferronnière, Diane de Poitiers, mademoiselle de Hautefort, etc. y sont abordées, mais l'auteur évoque également Frédégonde, considérée comme une des toutes premières reines du royaume Franc, quelque 1200 ans plus tôt.

## Contexte
Ce roman documenté est à replacer dans le contexte des années 1860, dans lequel l'historiographie française est à la recherche d'une narration nationale. Narration dans laquelle ces femmes puissantes (mais dont on sait parfois peu de choses factuelles – dans le cas de Frédégonde, par exemple) peuvent apporter leur pierre dans la construction d'un imaginaire collectif et dans une Europe en constante construction géopolitique. Ainsi, dans le premier chapitre (« Les maîtresses légendaires ») l'auteur met en avant des vertus morales que la reine Frédégonde aurait sur Brunehaut : « Frédégonde a, sur la reine d'Austrasie, un autre avantage, celui du désintéressement; j'ajouterai même, si le mot ne sonnait pas étrangement à cette époque, celui de l'humanité. En opposition aux exactions, à la cupidité insatiable de Brunehaut, on aime à constater la noble conduite de la femme de Chilpéric, se dépouillant de ses joyaux et de ses biens pour soulager la misère et les souffrances générales dans une cruelle épidémie qui décima le royaume, en l'année 580. » On met ici en avant des « valeurs judéo-chrétiennes », qu'il est de bon ton d'exprimer en ce Second Empire.

## Éditions
Les Cotillons célèbres connut un certain succès dès sa sortie et pendant au moins toute la décennie des années 1860 car, en 1869, le livre en était à sa cinquième édition.
- 2008: broché ou relié, éd. BiblioLife[4].